# Marloes Krijnen
Marloes Krijnen (Amsterdam, 22 januari 1955) is Nederlands politicoloog en museumdirecteur.

## Jeugd en opleiding
De vader van Krijnen was biochemicus en directeur van het Centraal Laboratorium van de Bloedtransfusiedienst, haar moeder was verpleegkundige.
Krijnen zat op een middelbare school in Badhoevedorp. Daarna studeerde zij politicologie en massacommunicatie aan de Universiteit van Amsterdam.

## Carrière
Krijnen begon na haar studie bij het ministerie van Milieubeheer, afdeling internationale zaken en werkte en vervolgens bij de Stichting Amsterdam Promotion. Daarna werd ze gedurende tien jaar directeur van Stichting World Press Photo, maar had ook een eigen fotoagentschap, Transworld. Krijnen schreef eerst een businessplan en was sinds de oprichting in 2001 ook directeur van het Foam in Amsterdam. Daarbij was zij ook hoofdredacteur van Foam Magazine. Onder haar leiding werd het Foam succesvol met o.a. een aantal blockbusters, zoals een expositie van de Britse fotograaf Mario Testino.
Krijnen werkte samen met het echtpaar Joop van den Ende bij het maken van exposities in hun theaters en bij het oprichten van fotobeurs Unseen in 2012.
Krijnen zit ook in verschillende internationale jurys, zoals de ICP Infinity Awards, de Rencontres d’Arles, de Recontres Africaines de la Photographie in Bamako, de Deutsche Börse Photography Foundation Prize en de Albert Renger-Patzsch Prijs van Museum Folkwang in Essen. Zelf startte zij de Foam Paul Huf Award.
In 2019 vertrok zij bij het Foam. Zij werd opgevolgd door Marcel Feil als artistiek directeur en Nynke de Haan als zakelijk directeur. Na haar pensionering werd ze onder andere teamlid bij Dutch culture, een netwerk voor internationale culturele samenwerking, lid van de raad van toezicht van de Kunsthal Rotterdam en voorzitter van Amsterdam Art en de Stichting Unbound.

## Onderscheidingen
In 2013 ontving ze de eerste Frits Gerritsenprijs voor fotografie voor haar verdiensten in de culturele sector. In juli 2019 werd de Frans Banninck Cocqpenning aan haar toegekend. Ook in 2019 werd zij benoemd tot Officier in de Orde van Oranje Nassau.